# Fabronia australis
Fabronia australis är en bladmossart som beskrevs av W. J. Hooker 1819. Fabronia australis ingår i släktet Fabronia och familjen Fabroniaceae. Inga underarter finns listade i Catalogue of Life.